# Socio Águila Fútbol Club
El Socio Águila Fútbol Club fue un equipo de fútbol filial de Club América, jugó en la Ciudad de México en el Estadio Azteca. Aunque anteriormente, en el mismo escenario ya había jugado otro equipo de la Primera División "A" con el nombre de Tigrillos Coapa, su último director técnico fue Cecilio de los Santos.

## Historia
El equipo fue formado tras la desaparición del América Hidalgo, que fue traído a la Ciudad de México tras el poco apoyo de la gente y también del poco apoyo de la directiva a la gente, el equipo fue filial del Club América y no se espera el ascenso, este equipo solo sirvió para foguear a los jóvenes del club con el objetivo de llevarlos al primer equipo. El equipo de Socio Águila fue desaparecido en el año 2009 por el cambio de formato al de ese entonces Liga de Ascenso.

## Estadio
Fue construido por el Arq. Pedro Ramírez Vázquez, e inaugurado el 29 de mayo de 1966 con el partido entre América y Torino de Italia, partido que finalizó con marcador de empate a dos goles. El primero gol, lo anotó el brasileño Arlindo dos Santos. 
Tiene una capacidad para 114,464 espectadores. Es el único estadio que ha sido sede de dos finales de Copa Mundial de Fútbol. Es sede del Club América.
Aparte de esas dos finales mundiales, en 1970 y en 1986, el estadio Azteca ha albergado otros tipos de espectáculos y eventos mundiales.

## Desaparición
El 16 de noviembre de 2008 se anunció que el equipo filial del América ("Socio Águila"), desaparecerá para el torneo 2009 - 2010, con el fin de que el club América tenga un equipo Sub-20 para los nuevos torneos abiertos para el 2009. Este equipo los representara en torneos cortos.